# 시디춘
시디춘(중국어: 西逓村 서체촌)은 중화인민공화국 안후이성 남부 이 현에 있는 촌락이다. 명나라와 청나라 시대의 역사적 건축 양식을 그대로 간직하고 있고, 휘저우 민거의 전형적인 양식을 그대로 간직하고 있다. 2000년 11월 30일 제24회 유네스코 유산위원회에서 안후이성 남부의 고대집락군으로 홍춘과 함께 세계문화유산으로 등록되었다.

## 개요
11 세기, 송 왕조의 원우 연간에 있는 하천의 서쪽 언덕에 자리를 잡았다. 그 때문에 원나라 때는 이름을 ‘서천’이라고 했다. 물자수송의 역으로서 사용되었기 때문에 ‘서체’(체는 여인숙)로 불리게 되었고, 배꽃이 흐드러져 ‘도화원리인가(桃花源裡人家)’라고도 불렸다.
이 마을의 중심 성씨는 호씨이다. 10세기 당나라 소종의 왕자가 변란을 피해 이 땅에 숨어 들어와 성을 호(胡)로 바꾸고 살았다. 호씨는 1465년에 장사를 시작하여 성공을 거두었고, 토목, 건축, 수사, 도로 정비, 가교 등을 설치하였다. 17세기 중순 호씨 집안에 관료가 배출되었기 때문에, 한층 더 발전했다. 18세기에서 19세기에 걸쳐 서체의 번영은 절정을 이루었고, 약 600 개의 대저택이 만들어졌다.
시디춘의 중앙을 동서를 관통하는 간선도로가 있고, 그 양쪽에 병행하는 도로와의 사이에 많은 골목이 있다. 경애당, 이복당, 자사패루 등의 공공시설도 설치되어 있었다. 현재에도 명청 건축물 124동이 관광용으로 보전되어 있고, 그 대부분이 일반에게 공개되고 있다. 다른 주요 건축물로는 1578년에 만들어진 청석패방과 1691년에 만들어진 대부제(의사 저택)등이 있다.

## 같이 보기
- 홍춘
- 중국의 세계유산